# Octavius Fronto
Octavius Fronto (PIR2 O 0034.) was een tijdgenoot van de princeps Tiberius.
Hij had ooit het ambt van praetor bekleed en zou zich in 16 n.Chr. hebben uitgesproken tegen de al te grote luxe toentertijd. Hij kreeg echter de wind van voren van Gaius Asinius Gallus.

## Voetnoten
1. ↑  We treffen in een inscriptie van een senatusconsultum zijn naam aan met vermelding van zijn vaders praenomen en zijn tribus (zijn eigen praenomen ontbreekt): [3] Octavius C(ai) f(ilius) Ste(llatina) Fronto ... (P. Tumolesi (ed.), Epigrafia anfiteatrale dell'Occidente Romano, III, Rome, 1992, nr. 2 = AE 1978, 145 = AE 1983, 210 = AE 1984, 249 = AE 1990, 189 = AE 1991, 515 = AE 1992, 300 = AE 1995, 354). Cf. B. Levick, The Senatus Consultum from Larinum, in JRS 73 (1983), p. 100.
2. ↑  Tac., Ann. II 33.1.

## Referentie
- L. Schmitz W. Smith, art. Fronto, Octavius, in W. Smith (ed.), A dictionary of Greek and Roman biography and mythology, II, Boston, 1867, p. 185.